# ماریون گیم
ماریون گیم (انگلیسی: Marion Game؛ زادهٔ ۳۱ ژوئیهٔ ۱۹۴۲) بازیگر اهل فرانسه است.
از فیلم‌ها یا برنامه‌های تلویزیونی که وی در آن نقش داشته‌است می‌توان به پارکینگ اشاره کرد.